# Nomaza Nongqunga Coupez

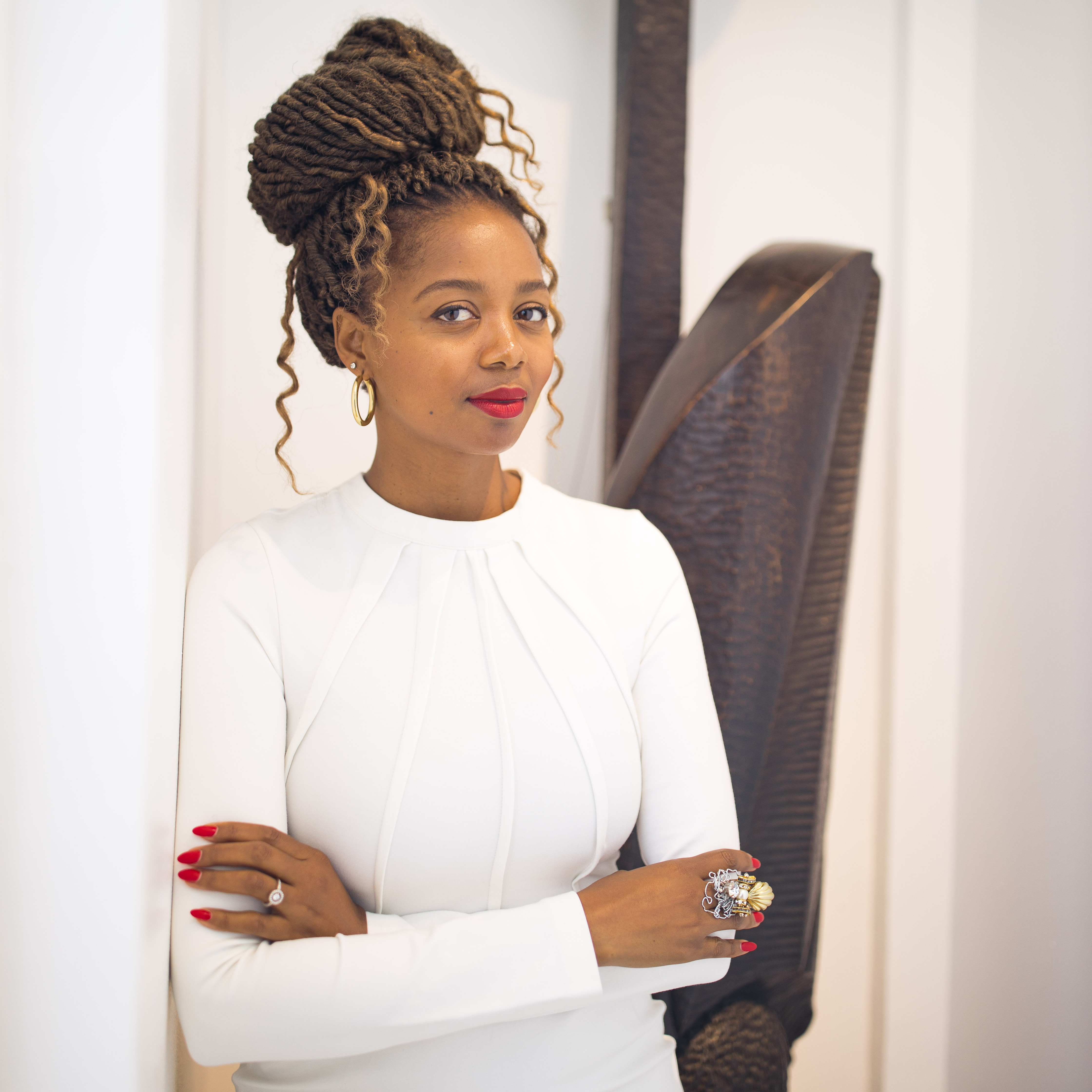
Nomaza Nongqunga Coupez

## Nomaza Nongqunga Coupez
Nomaza Nongqunga Coupez (née en 1981 à Ngqeleni, province du Cap-Oriental, Afrique du Sud) est une entrepreneure culturelle sud-africaine naturalisée française, commissaire d’exposition et consultante. Elle est fondatrice de Undiscovered Canvas, une agence spécialisée dans la promotion d’artistes africains contemporains en Europe, ainsi que de la Makwande Art Residency, une initiative dédiée au soutien des femmes artistes africaines. Elle a également siégé au Conseil présidentiel pour l’Afrique en France de 2017 à 2018.

## Jeunesse et formation
Nomaza Nongqunga Coupez est née en 1981 à Ngqeleni, dans la province du Cap-Oriental, en Afrique du Sud. Elle a étudié la technologie biomédicale au Technikon de Bloemfontein (aujourd’hui Central University of Technology). En 2009, elle s’installe en France et obtient la nationalité française tout en conservant sa nationalité sud-africaine.

## Carrière
En 2015, elle présente sa première exposition d’art africain en France, avant de fonder Undiscovered Canvas, une agence de création consacrée à la mise en valeur des artistes africains sur les marchés internationaux.
À travers cette agence, elle a organisé plus de vingt expositions en France, en Espagne, au Royaume-Uni, aux États-Unis, au Nigeria et en Afrique du Sud, offrant de la visibilité aux artistes africains sur des scènes mondiales.
En 2017, elle est nommée par le président Emmanuel Macron au Conseil présidentiel pour l’Afrique, où elle conseille sur les échanges culturels et éducatifs entre la France et les pays africains. Elle a aussi travaillé comme consultante auprès de l’Institut français et d’autres organisations culturelles sur la stratégie culturelle et les partenariats Afrique–Europe.

## Résidence artistique Makwande
En 2021, Nomaza Nongqunga Coupez fonde la Makwande Art Residency, installée dans le sud de la France, afin de soutenir les femmes artistes africaines émergentes.  
La résidence propose du mentorat, une visibilité accrue et des opportunités d’expositions internationales.  
Parmi les artistes qui y ont participé figurent Lulama Wolf, Lesego Seoketsa et Nthabiseng Boledi Kekana, qui ont ensuite acquis une reconnaissance internationale.

## Expositions sélectionnées
Nongqunga Coupez a organisé ou co-organisé plus de vingt expositions à l’international. Parmi les plus récentes :  
- 2023 – Londres, Mayfair : Dualities. Cette exposition présentait le travail de femmes sud-africaines transformant la société à travers l’art et le leadership. Elle incluait l’initiative des « Mentor Mothers » de One to One ainsi que des artistes soutenues par Undiscovered Canvas.[2]

- 2023 – Nice, France : Her Re-Collection. Avec trois artistes sud-africaines : Nthabiseng Boledi Kekana, Nene Mahlangu et Lesego Seoketsa. L’exposition explorait la mémoire culturelle et l’expérience personnelle à travers un symbolisme stratifié et des médiums mixtes (acrylique et huile).[3]

- 2022 – Paris, France : Eclipse. Présentée par la Galerie Artismagna en partenariat avec Undiscovered Canvas, elle mettait en avant Luluma « Wolf » Mlambo et Nene Mahlangu.[4]

- 2022 – Londres, Marylebone : Ndizalwe nge Ngubo Emhlophe. Première exposition personnelle de Lulama Wolf, produite avec la galerie Soshiro et incluant des œuvres créées lors de la résidence Makwande à Antibes.[5]

- 2021 – Lagos, Nigeria : A Vernacular Homage to Architecture & Design. En collaboration avec Affinity Gallery, cette exposition explorait tradition, héritage et durabilité dans l’architecture et le design africains.[6]

Ces expositions ont permis de positionner des artistes africains sur les marchés européens et américains, tout en favorisant le dialogue interculturel.

## Reconnaissance
Le travail de Nongqunga Coupez a été mis en avant dans des médias tels que Forbes Africa et Ayo Mag.

## Vie personnelle
Elle vit à Mandelieu-la-Napoule, dans le sud de la France.